# 碳酸氢钠
碳酸氢钠（英語：sodium bicarbonate、IUPAC名：sodium hydrogen carbonate、baking soda）是一种无机化合物，化学式为NaHCO3，俗称小苏打、小蘇打粉、蘇打粉、重曹、焙用鹼等，為白色细小晶体，在水中的溶解度小于碳酸钠，呈弱鹼性。

## 化學性质
碳酸氢钠是强碱與弱酸經中和作用後生成的酸式鹽，溶於水時呈弱鹼性。
127℃以上開始逐漸分解生成碳酸钠、二氧化碳和水，270℃時完全分解。
2 NaHCO3 → Na2CO3 + H2O + CO2↑
常利用此特性作為食品制作过程中的膨松剂。
碳酸氢钠可以和酸反应，生成相应的钠盐：
NaHCO3 + CH3COOH → CH3COONa + H2O + CO2↑
NaHCO3 + HCl → NaCl + H2O + CO2↑
碳酸氢钠溶液可以和镁反应：
4 Mg + 8NaHCO3 + 4 H2O → 3MgCO3·Mg(OH)2·3H2O + 4 Na2CO3 + 4 H2↑ + CO2↑

## 制法
碳酸氢钠最常见的制备方法是将二氧化碳通入碳酸钠溶液中，结晶得到：
Na2CO3 + CO2 + H2O → 2 NaHCO3
还有一种方法是，电解饱和食盐水的同时，往其中通入过量二氧化碳
2 NaCl + 2 H2O + 2 CO2 -通电→ 2 NaHCO3 + Cl2↑ + H2↑
在此反应中，电解生成碳酸氢钠和氯气、氢气。
碳酸氢钠的工业制法为侯氏制碱法：
NaCl+NH3·H2O+CO2==NaHCO3+NH4Cl
向吸满氨气的饱和食盐水中通二氧化碳，碳酸氢钠溶解度较低，不久后便会沉淀下来
- 小蘇打可分為藥用、食用、工業用，随着種類不同在購買地點上也不同。其中，工業用的小蘇打粉的純度較低，雜質較多，相對的食用的小蘇打粉純度較高。

## 烘焙應用
- 碳酸氫鈉與油脂直接混合時會產生皂化，肥皂味太强烈會影響西點的香味和品質。
- 碳酸氫鈉經常被用作中和劑，例如平衡巧克力的酸性。同時也可使巧克力的颜色加深，使它看起来更黑亮。
- 如在西點中加入過量碳酸氫鈉，除了會破壞品質、導致鹼味過重，也會令食用者出現心悸、嘴唇發麻、短暫失去味覺等徵状。

## 清潔應用
- 小蘇打粉應用於家庭清潔，可以去污、除臭。因油膩、汙漬或難聞氣味，大多屬於酸性物質（H+，如脂肪酸），當弱鹼性的氫氧根OH- 與酸性物質相遇，便會產生中和作用。塗抹髒污靜待數分鐘，之後再輕輕擦拭即可。
- 如果小蘇打粉與酸性物质如醋混和使用则会发生中和反应，失去清洁力。

## 醫療應用
- 小蘇打粉可以口服以治療感冒、胃酸、防重金屬毒害等等，是醫療上最便宜及容易取得的藥方。此外，也可外用，如倒進澡盆裡泡澡，舒緩壓力與肌肉的疼痛。
- 小蘇打粉加水稱為小蘇打水或蘇打水，與市售的以二氧化碳為成分的碳酸水(亦有稱蘇打水)或氣泡水不同。

### 引用
1. ↑  Greenwood, Norman Neill; Earnshaw, Alan. . 2016. ISBN 978-0-7506-3365-9. OCLC 1040112384 （英语）.
2. ↑  姜伟; 何月华. . 中学化学教学参考. 2015, (11): 56–57. ISSN 1002-2201. CNKI ZHHJ201511019. CQVIP 664903701.

## 延伸閱讀
- Bishop, David; Edge, Johann; Davis, Cindy; Goodman, Carmel. . Medicine and Science in Sports and Exercise. 2004-05, 36 (5): 807–813  [2021-01-07]. ISSN 0195-9131. PMID 15126714. doi:10.1249/01.mss.0000126392.20025.17. （原始内容存档于2021-03-10）.
- David R. Lide (编).  84th. Boca Raton, FL: CRC Press. 2003  [2016-11-17]. ISBN 0-8493-0484-9. （原始内容存档于2017-01-15）.

## 外部連結
- International Chemical Safety Card 1044 （页面存档备份，存于）
- Differences between Baking Soda and Baking Powder